# Per Ulrik Lilliehorn
Per Ulrik Lilliehorn, född 3 september 1752 i Artilleriförsamlingen i Stockholm, död 6 juli 1806 i Stockholm, var en svensk militär.

## Biografi
Han var son till löjtnanten vid Artilleriregementet Samuel Carl Lillehorn och dennes hustru Clara Aurora Lothigia som varit amma åt Gustav III. Per Ulrik Lilliehorn gick in som volontär vid artilleriet den 4 april 1759 blev sedan befordrad till konstapel 1764 och överminör i juni 1766. Han blev antagen som page vid hovet den 22 juli 1766 och blev kammarpage hos kronprins Gustav 1767, troligen genom de kontakter hans mor hade vid hovet och hos Gustav personligen.
Lilliehorn utnämndes till fänrik vid Livgardet den 30 april 1770, till kapten i armén den 13 september 1772 och löjtnant vid Livgardet den 2 maj 1774. Den 5 mars 1777 utnämns han till korpral vid Livdrabantkåren. Han utnämns därefter till överadjutant hos kungen och premiärmajor vid Södermanlands regemente den 10 september 1777 för att bli generaladjutant av flygeln den 12 februari 1779. Lilliehorn befordrades igen till överstelöjtnant för Hälsinge regemente den 12 december 1781 och gick därefter i fransk krigstjänst under åren 1782–1785. Vid sin hemkomst utnämns han till generaladjutant samt till överste i armén den 14 december 1786. Han förflyttades och utnämndes till sekundchef vid Göta garde den 25 maj 1792, men han begärde och avsked därifrån redan den 15 april 1793.
Per Ulrik Lilliehorn utnämndes därefter till generalmajor den 8 februari 1795 och han var en av de stiftande ledamöterna av Kungliga Krigsvetenskapsakademien 1796 och var dess styresman 1799–1800.
Den 1 september 1800 utnämndes han till överkommendant över fästningarna på västra kusten samt blev den 9 december 1802 slutligen befordrad till generallöjtnant. Han dog ogift i Stockholm 1806 och begravdes i Storkyrkan den 18 juli 1806.

### Ryska kriget 1788–1790
En samtida minnesskildring beskriver hans deltagande på följande sätt:
"Kommenderad till Finland som konungens tjänstgörande generaladjutant 1788 och vid konungens avresa i denna egenskap kvarlämnad hos hertigen av Södermanland. Av konungen beordrad 1790 att som generaladjutant på örlogsflottan tjänstgöra hos hertigen och storamiralen, bevistade på chefsskeppet attacken på ryska flottan vid Reval 1790-05-13, bataljerna vid Kronstadt 3 och 4 juni samt reträtten från Viborgs redd 3 juli."

## Utmärkelser
- Riddare av Svärdsorden - 12 september 1772
- Kommendör av Svärdsorden - 26 november 1798
- Kommendör med stora korset av Svärdsorden - 23 november 1801